# Wassermuseum Kiew

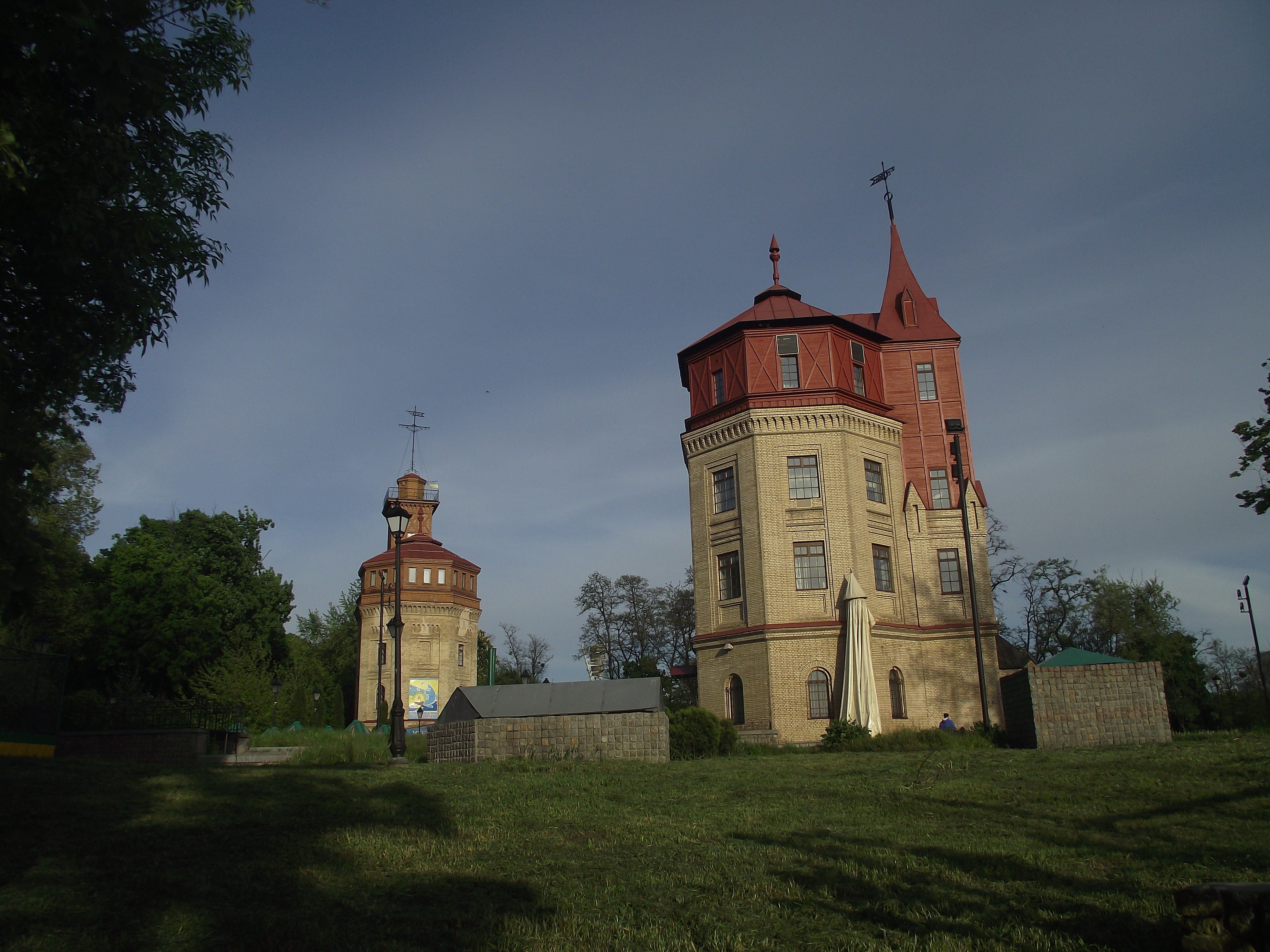
Wassermuseum und Verwaltungszentrum

Das Wassermuseum Kiew, auch Wasser-Informations-Zentrum (ukrainisch Водно-інформаційний центр) genannt, ist ein Museum im  Chreschtschatyj-Park in der ukrainischen Hauptstadt Kiew. Es wird vom Stadtrat von Kiew betrieben und verwaltet.

## Geschichte
Das Museum wurde in einem nicht mehr genutzten Wasserturm angelegt, der 1876 gebaut wurde. Das Verwaltungszentrum befindet sich in einem zweiten, 1872 erbauten Wasserturm in der Nähe. Beide Wassertürme wurden 2003 nach den ursprünglichen Plänen rekonstruiert.
Nach dem russischen Überfall auf die Ukraine war das Museum für Restaurierungsarbeiten kurzzeitig geschlossen, ab Mai 2022 jedoch wieder geöffnet (Stand Mitte März 2023). Nachdem im ganzen Land infolge von russischen Raketenangriffen erhebliche Schäden bezüglich der Wasser- und Energieversorgung entstanden waren, gewannen die im Museum verfügbaren 
Informationen über Anlagen zur Wasserversorgung an Bedeutung.

## Gebäude
Das Design des Museums wurde von dem dänischen Architekten Karsten Møller entworfen. Das Wassermuseum kombiniert Geschichte und Gegenwart. Eine historische Abteilung widmet sich der Entwicklung der Wasserversorgung von Kiew. Eines der wertvollsten Exponate sind vier Holzrohre des 18. Jahrhunderts, die Wasser durch die Stadt führten. Die Hauptausstellungsbereiche befinden sich in einem unterirdischen Wassertank, in den die  Besucher bis zu einer Tiefe von fünf Metern herabsteigen können. In diesem Tank ist die Ausstellung in Form eines Labyrinths angelegt. Die Addition der einzelnen Tankbereiche entspricht einem Füllungsgrad von ca. 1050 Kubikmetern Wasser. Es werden im Museum viele ungewöhnliche Elemente gezeigt, beispielsweise eine riesige Toilette, eine Nachahmung einer Überschwemmung in einer Wohnung sowie ein transparentes Abwasserrohr, in dem Abfallstoffe sichtbar sind. Im Informationszentrum des Museums sind Elemente der Wasserversorgung und Abwasseraufbereitung aus verschiedenen Epochen und Ländern ausgestellt.
Im Museum befindet sich auch ein kleines Schauaquarium, in dem u. a. Kois gehalten werden.